# Col d'Izoard

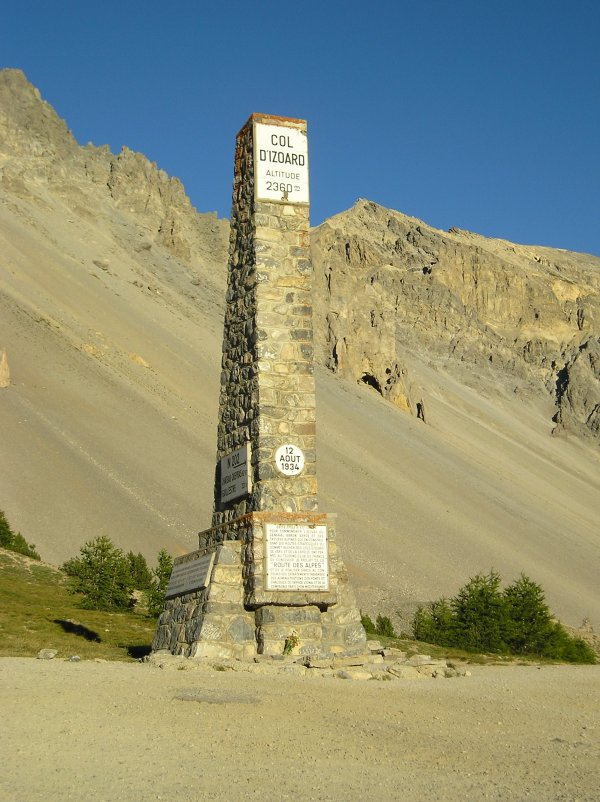
Monumento en la cima del Col d'Izoard.

El Col d'Izoard (elevación 2361 msm) es un paso de montaña situado en los Alpes, en el departamento de los Altos Alpes en Francia.
Es accesible en verano por la carretera D902, uniendo Briançon al norte y el valle de Guil en Queyras, que termina en Guillestre en el sur.

## Tour de Francia
El Col d'Izoard aparece frecuentemente en el Tour de Francia. Está clasificado como un puerto de categoría especial. La cara sur, desde Guillestre tiene una longitud de 15,9 km con una pendiente media del 6,9%. La ascensión desde Briançon tiene una longitud de 20 km con una pendiente media del 5.7%.

## Ciclistas que coronaron primero la cima en el Tour de Francia
| Año  | Nombre              | País       |
| ---- | ------------------- | ---------- |
| 2019 | Damiano Caruso      | Italia     |
| 2017 | Warren Barguil      | Francia    |
| 2014 | Joaquim Rodríguez   | España     |
| 2011 | Maxim Iglinskiy     | Kazajistán |
| 2006 | Stefano Garzelli    | Italia     |
| 2003 | Aitor Garmendia     | España     |
| 2000 | Santiago Botero     | Colombia   |
| 1993 | Claudio Chiappucci  | Italia     |
| 1989 | Pascal Richard      | Suiza      |
| 1986 | Eduardo Chozas      | España     |
| 1976 | Lucien Van Impe     | Bélgica    |
| 1975 | Bernard Thévenet    | Francia    |
| 1973 | José-Manuel Fuente  | España     |
| 1972 | Eddy Merckx         | Bélgica    |
| 1965 | Joaquim Galera      | España     |
| 1962 | Federico Bahamontes | España     |
| 1960 | Imerio Massignan    | Italia     |
| 1958 | Federico Bahamontes | España     |
| 1956 | Valentin Huot       | Francia    |
| 1954 | Louison Bobet       | Francia    |
| 1953 | Louison Bobet       | Francia    |
| 1951 | Fausto Coppi        | Italia     |
| 1950 | Louison Bobet       | Francia    |
| 1949 | Fausto Coppi        | Italia     |
| 1948 | Gino Bartali        | Italia     |
| 1947 | Jean Robic          | Francia    |
| 1939 | Sylvère Maes        | Bélgica    |
| 1938 | Gino Bartali        | Italia     |
| 1937 | Julián Berrendero   | España     |
| 1936 | Sylvère Maes        | Bélgica    |
| 1927 | Nicolas Frantz      | Luxemburgo |
| 1926 | Bartolomeo Aymo     | Italia     |
| 1925 | Bartolomeo Aymo     | Italia     |
| 1924 | Nicolas Frantz      | Luxemburgo |
| 1923 | Henri Pélissier     | Francia    |
| 1922 | Philippe Thijs      | Bélgica    |